# Königorgel (Nijmegen)

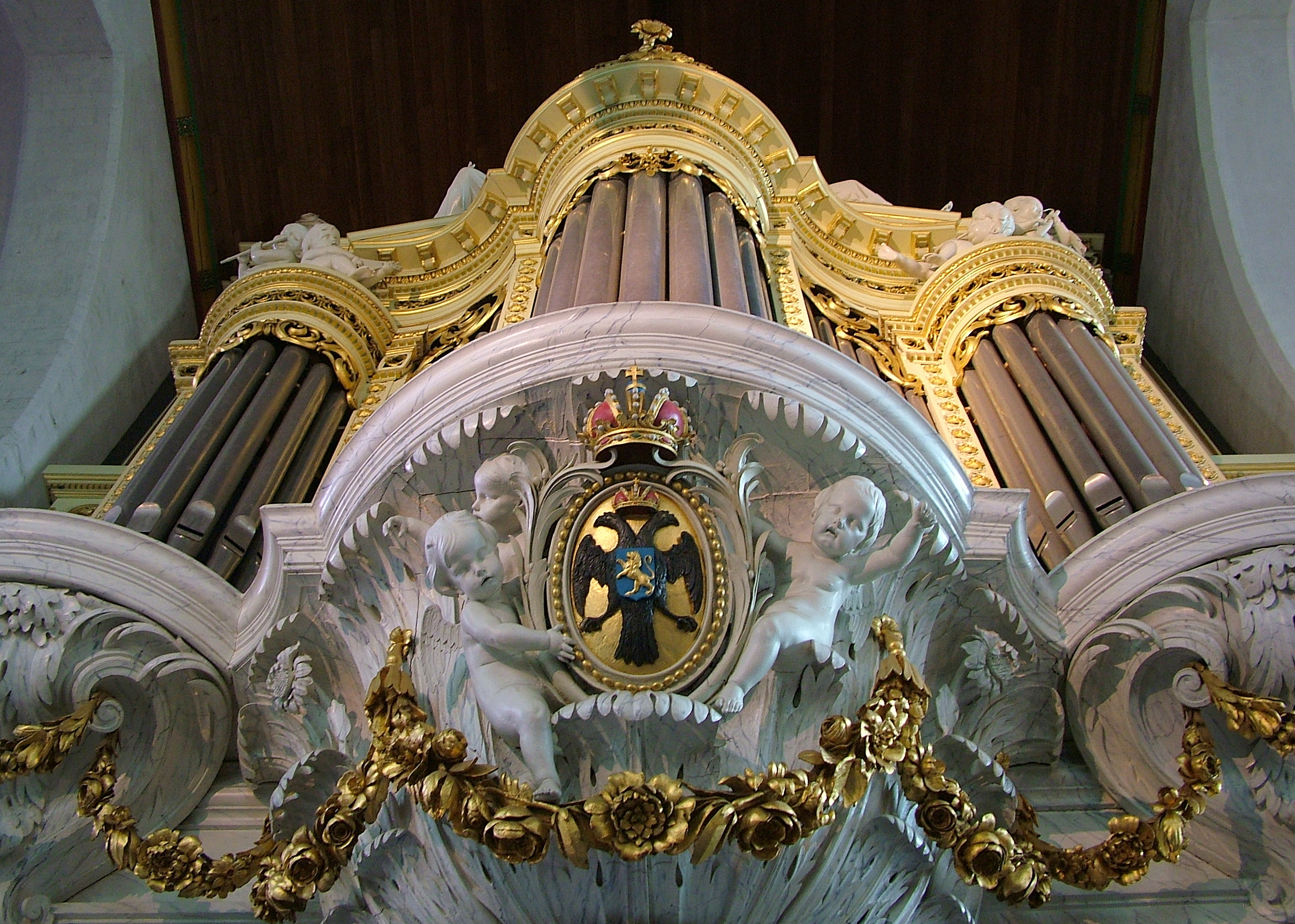
Onderaanzicht van het Königorgel

Het Königorgel is een pijporgel in de Grote of Sint-Stevenskerk van Nijmegen. 

## Geschiedenis
Het orgel is in drie jaar gebouwd door Ludwig König en was klaar in 1776. Het stadsbestuur van Nijmegen gaf in 1773 opdracht aan König nadat de organist Petrus Beijen in Keulen elf door König gebouwde orgels had geïnspecteerd en in orde had bevonden. De keuring van het orgel in Nijmegen werd gedaan door Jacob Potholt (organist te Amsterdam), J. Radeker (organist van de Grote of Sint-Bavokerk te Haarlem) en Y. Bruinsma (organist te Nijmegen). Op 15 september 1776 werd het orgel voor de eerste keer tijdens een kerkdienst gebruikt. Er zijn in de loop der eeuwen vaak onderhoudswerkzaamheden aan het instrument uitgevoerd, die niet altijd correct verliepen. 
Tijdens het bombardement op de binnenstad van Nijmegen op 22 februari 1944 raakte het orgel beschadigd, doordat de toren instortte en gedeeltelijk op de kerk viel. Daarnaast werden zowel de zwelkast als veel pijpen door bomscherven geraakt. De restauratie door Firma J. de Koff uit Utrecht duurde van 1968 tot 1970 waarbij het de dispositie van 1776 en de oorspronkelijke toonhoogte herkreeg. 
Alhoewel de klank na de restauratie goed was, bleek dat de speelaard te wensen overliet. In 1974 kreeg Flentrop Orgelbouw de opdracht de klaviatuur en de traktuur te vervangen, waarna in 1996 en 1998 nog intonatiecorrecties plaatsvonden.
Er zijn nog een paar andere orgels van Ludwig König bewaard gebleven. Deze staan in de Basiliek van de H.H. Agatha en Barbara van Oudenbosch (1773), in de Waalse Kerk in Arnhem (1777) en de basiliek van het Salvatorianerkloster in Steinfeld Kall (Duitsland). Delen van Königorgels bevinden zich in de R.K. kerk van Andernach, in de St. Maximillian te Düsseldorf, in de Paterskirche van Kempen en in de Kartäuserkirche van Keulen.

## Samenstelling
Het orgel telt drie manualen en een pedaal, 54 registers en 3600 pijpen. Het orgel is versierd met beeldhouwwerk van Johannes Keerbergen. Het König-orgel kenmerkt zich door zijn mixturen, die alle een tertskoor bevatten. Door de dispositie van het Bovenwerk is het orgel opvallend geschikt voor 18e-eeuwse muziek. De gewelven van de Stevenskerk zijn bekleed met hout. Dit beïnvloedt de akoestiek van de kerk en geeft een warmere klank aan geluiden in de kerk, dan wanneer de gewelven traditioneel van pleisterwerk of van steen zouden zijn. Hierdoor krijgt het orgel een apart timbre.
Een bekende organist en componist, die meer dan 25 jaar als organist aan de Grote of Sint-Stevenskerk verbonden was, is Jan Welmers.

## Dispositie

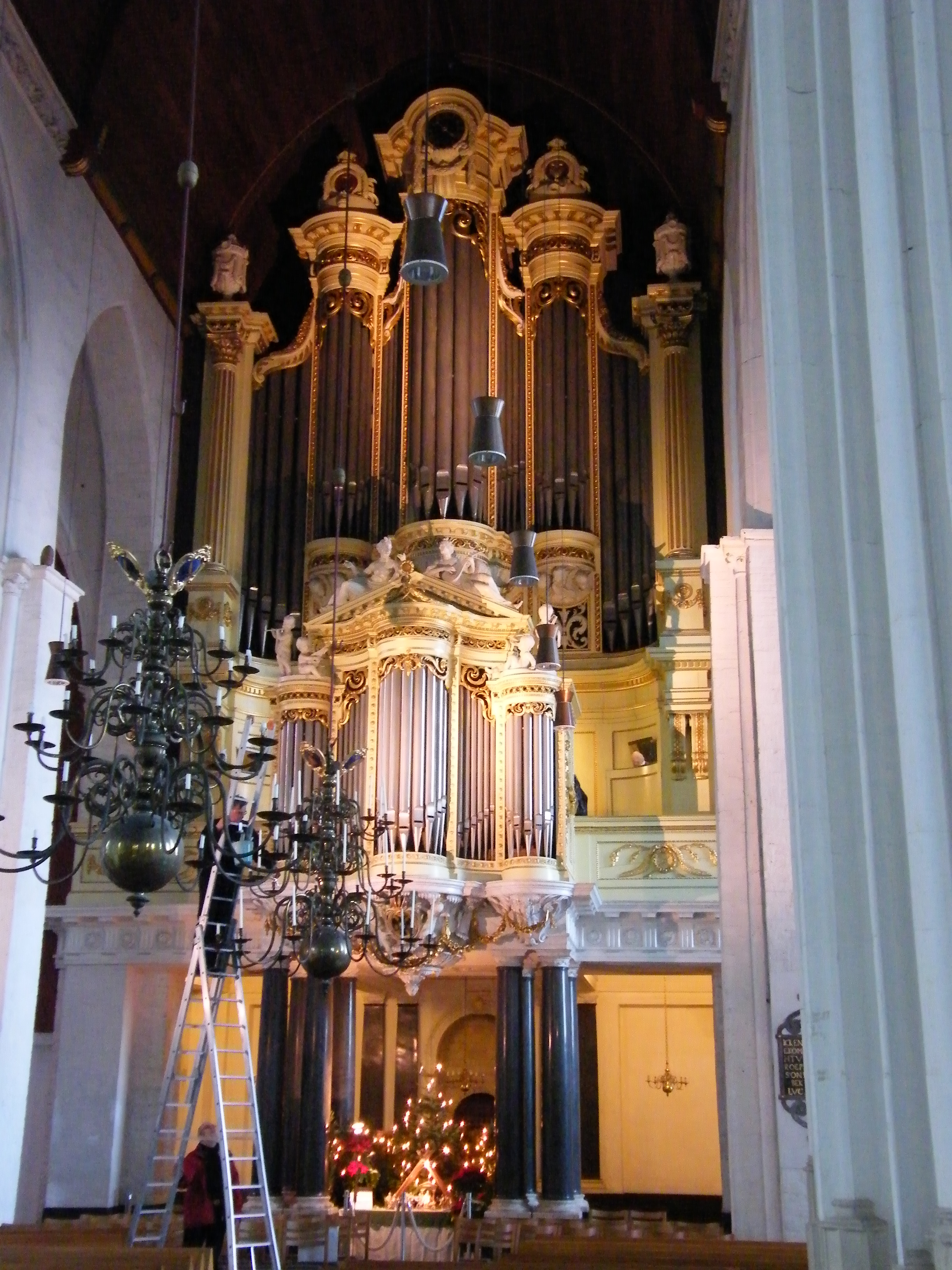
Königorgel frontaanzicht
Het gewelf is bekleed met hout

De dispositie van het orgel.
| Hoofdwerk        | Rugwerk             | Bovenwerk          | Pedaal         |
| ---------------- | ------------------- | ------------------ | -------------- |
| Prestant 16'     | Bourdon 16'         | Quintadena 16'     | Principaal 16' |
| Octaaf 8'        | Prestant 8'         | Coppel 8' (prest.) | Subbas 16'     |
| Roergedekt 8'    | Klein bourdon 8'    | Wijdgedekt 8'      | Violonbas 16'  |
| Gemshoorn 8'     | Flûte traverse D 8' | Viola da gamba 8'  | Quintbas 12'   |
| Quintgedekt 6'   | Octaaf 4'           | Octaaf 4'          | Octaafbas 8'   |
| Octaaf 4'        | Flûte à bec 4'      | Quintfluit 1 1/2'  | Roerbas 8'     |
| Roerfluit 4'     | Quint 3'            | Mixtuur 5 st.      | Quint 6'       |
| Tertiaan 3 1/5'  | Klein octaaf 2'     | Nasard 2 st.       | Octaaf 4'      |
| Superoctaaf 2'   | Flageolet 1'        | Cornet D 6 st.     | Bombarde 16'   |
| Fournituur 3 st. | Mixtuur 6 st.       | Superoctaaf B 2'   | Trompet 8'     |
| Mixtuur 6 st.    | Carillon D 3 st.    | Carillon D 3 st.   | Clairon 4'     |
| Trompet B/D 16'  | Trompet 8'          | Trompet B 4'       | Cornetbas 2'   |
| Trompet 8'       | Basson 8'           | Hautbois D 8'      |                |
|                  | Vox humana 8'       | Vox angelica B 2'  |                |
|                  |                     | Vox humana 8'      |                |
|                  |                     | Echo D 8'          |                |